# 兰河畔魏玛
兰河畔魏玛是德国黑森州的一个市镇。总面积47.05平方公里，总人口6899人，其中男性3377人，女性3522人（2011年12月31日），人口密度147人/平方公里。